# Сошествие в ад (фильм, 1986)
«Сошествие в ад» (фр. Descente aux enfers) — французский художественный фильм.

## Сюжет
Уже немолодой, лысеющий и сильно пьющий писатель уезжает с молодой и красивой женой на Гаити, где надеется спасти брак и любовь. Но каждый вечер Ален напивается, а Лола предоставлена сама себе. Вскоре скучающая от отсутствия внимания и ласк мужа, Лола отдаётся молодому человеку, проживающему в том же отеле. Ален узнает об этом и в этот день напивается ещё сильнее, но уже в городе. Некий человек, видевший, как Ален пытался расплатиться, тряся пачкой денег, нападает на него в тёмном переулке. Защищаясь, Ален убивает нападавшего разбитой бутылкой. Свидетель случившегося шантажирует Алена, вымогая крупную сумму денег. Это происшествие спасает отношения между супругами. Лола делает всё, чтобы помочь мужу: сжигает окровавленную одежду и продаёт драгоценности, чтобы откупиться от шантажистов. Дело в том, что её преследовало тяжёлое психологическое переживание.

## В ролях
- Клод Брассер — Ален
- Софи Марсо — Лола
- Бетси Блэр — миссис Бёрнс
- Ипполит Жирардо
- Сидики Бакаба
- Мари Дюбуа

## Съёмочная группа
- Режиссёр — Франсис Жиро
- Сценарий — Жан-Лу Дабади, Франсис Жиро, Девид Гудис
- Продюсер — Ариель Зейтун
- Композитор — Жорж Делерю
- Оператор — Шарль Ван Дамм
- Монтаж — Женевьева Виндинг

Производство студии Партнерс Продакшн.